# 35mm 필름

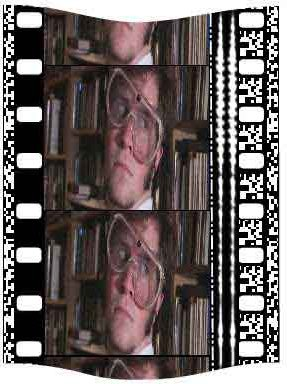

35mm 필름 또는 35미리 영화는 사진용, 영화용 모두 널리 사용되고 있는 필름의 대표적인 규격이다. 35mm이라는 이름이 붙게 된 계기는 필름의 넓이가 34.98±0.03mm (1.377 ±0.001인치) 이기 때문이다. 80분의 35mm 필름을 위해선 $1,500에서 $2,500 정도의 비용이 필요하다.

## 같이 보기
- 영화의 역사